# Кинеска култура
Кинеска култура је једна од најстаријих и најкомплекснијих светских култура, географски простор на којем је она доминантна обухвата сразмерно велики регион у источној Азији. Постоје велике регионалне разлике у обичајима, и традицијама.

### Идентитет
У Кини је признато 56 етничких групација, међу којима су најбројнији Хан Кинези.
Међу етнички групама постоје велике разлике у језику, култури, храни, традиционалном начину облачења, уметности и др. Кинески национализам, претежно присутан међу Хан Кинезима понекад се назива и Жонгшуа Минцу.

##### Регионални идентитет
Традиционална кинеска култура захвата просторно велику површину, те се у сваком региону налазе различити облици поткултура. Међутим и поред тога сваки регион има такозвана "три предачка блага" нпр. за регион Гуангџоу то су Чемпи (врста кинеског зачина), остарели ђумбир и сено. Те разлике исказане су у једној од кинеских изрека: "十里不同風,百里不同俗/十里不同风,百里不同俗" (Shí lǐ bùtóng fēng, bǎi lǐ bùtóng sú)" или буквално „Ветар се мења сваких сто лија, а обичаји на сваких десет“.

### Језик
Кинески језик је веома стар, први трагови се налазе на костима коришћеним за прорицање у време династије Шанг. Од тада кинески је прошао кроз много фаза развоја, класични кинески био је коришћен хиљадама година, али је био резервисан углавном за учењаке и филозофе који су били виши слој друштва. Док се данас углавном користи Мандарински кинески, иако постоје и неке друге, мање распрострањене варијанте.

### Друштво

##### Структура
Од најстаријег периода традиционално кинеско друштво било је подељено у такозвана 'четири занимања' (аристократија, сељаци, занатлије и трговци). Међутим у раном периоду династије Сунг границе између ова четири сталежа постају нејасне и током времена оне више немају велики значај.

##### Вредности
Већина кинеских друштвених вредности је изведена из Конфучијанизма, Таоизма или Будизма, или су остаци древних кинеских обичаја и религије.
Конфучијанизам је био главна филозофија и религија током већег дела царског периода, али су постојале и друге филозофије као што су Легализам, екстремнија верзија Конфучијанизма чије се учење заснива на принципу награде и казне, такође постојале су и школе будизма углавном са тибетанским упливом.
Са јачањем европског утицаја у 19. веку почела су се појављивати и друга некинеска филозофска учења и социјална размишљања, као сада доминантни комунизам, тј. посебна кинеска верзија коју је створио вођа кинеске револуције Мао Цедунг (Маоизам).

##### Образовање
Школство и учењаштво имају дугу и јаку традицију у кинеском друштву, али је образовање било резервисано углавном за мушкарце вишег друштвеног положаја.
Такође се у Кини развио и посебан и сложен систем бирократских тестова и испита, који су били полагани на одређен период времена. Најважнији је био тзв. Царски испит који је имао за циљ да одвоји најбоље чиновнике, који ће служити директно у царској администрацији.
Крајем 19. века почели су позиви за промену целокупног кинеског друштва и модернизацију, па тако и реформу школства и администрације.
После неких углавном козметичких реформи, услед пада династије Ћинг и расцепкавања територије између локалних земљопоседника образовање је остало на истом или на нижем ступњу развоја и доступности.
Од победе Комунистичке партије Кине у грађанском рату 1949. уведено је обавезно деветогодишње школовање, те је сада просечна писменост 92% (96% за мушкарце и 89% за жене).

##### Књижевност
Кинеска књижевност је веома стара, почиње за време династије Шанг, а прве књиге које су пронађене датиране су за средишњи период династије Џоу.
За тај период везан је и настанак тзв. 'Четири књиге и пет класика' (традиционални кинески: 四书五经, пинјин: Sìshū Wŭjīng), најважнијег скупа књига у кинеској историји које су биле коришћене у администрацији, религији, култури, прорицању и у скоро сваком другом аспекту живота.